# Anthedonella flavida
Anthedonella flavida is een vlinder uit de familie wespvlinders (Sesiidae), onderfamilie Sesiinae.
Anthedonella flavida is voor het eerst wetenschappelijk beschreven door Gorbunov & Arita in 2000. De soort komt voor in het Oriëntaals gebied.